# Dirk Anders
Dirk Anders (* 26. September 1966 in Ost-Berlin) ist ein ehemaliger deutscher Fußballspieler und -trainer.

## Sportliche Laufbahn
Dirk Anders stammt aus der Jugendabteilung des BFC Dynamo. Ende der 1980er-Jahre schaffte er den Sprung in die Oberligamannschaft des Vereins und gewann mit den Berlinern 1987 und 1988 die DDR-Meisterschaft.
Im Januar 1991 wechselte Anders zum 1. FC Lok Leipzig, mit dem er in die 2. Bundesliga aufstieg und der dann in VfB Leipzig umbenannt wurde. Nach zwei Jahren Ligazugehörigkeit schaffte er mit den Sachsen im Jahr 1993 den Aufstieg in die Bundesliga, die der Verein nach nur einer Saison wieder verlassen musste. Bei den Probstheidaern wird er aufgrund des einmaligen Erstligaabenteuers noch immer als Bundesligarekordtorschütze geführt.
Anders ging aus der Messestadt für die nächsten eineinhalb Jahre zum 1. FC Kaiserslautern. Im Januar 1996 wechselte der offensive Mittelfeldspieler wieder in die zweite Liga zum MSV Duisburg, mit dem er ebenfalls in die Bundesliga aufsteigen konnte. Als Stammspieler konnte sich Anders bei den Zebras allerdings nicht etablieren, weshalb er bereits 1997 für eineinhalb Jahre zu SpVgg Greuther Fürth wechselte.
Über die kurzen Zwischenstationen Vorwärts Steyr und VfR Mannheim heuerte Anders im Januar 2001 beim Zweitligisten Chemnitzer FC an, mit dem er nach einer katastrophalen Saison in die Regionalliga absteigen musste. Letzte Station seiner Aktivenlaufbahn war ab 2001 Wormatia Worms. Dirk Anders bestritt 60 Bundesligaspiele (9 Tore) sowie 126 Zweitligaspiele (20 Tore).

## Trainerlaufbahn
Von 2002 bis 2004 fungierte Anders als Spielertrainer bei der Wormatia. Zur Saison 2004 wechselte er als Spielertrainer zur TSG Weinheim in die Verbandsliga Nordbaden, wo er sich im Mai 2007 nach Differenzen mit der Mannschaft in beiderseitigem Einvernehmen vom Verein trennte.

## Weiterer Werdegang
Seit der Saison 2010/11 arbeitet Dirk Anders als hauptamtlicher Scout für den deutschen Rekordmeister FC Bayern München.